# Pilotrichopsis ferruginea
Pilotrichopsis ferruginea là một loài Rêu trong họ Cryphaeaceae. Loài này được (Mitt.) Broth. miêu tả khoa học đầu tiên năm 1925.